# Lena Tibell
Lena Tibell, född 1952 i Vassunda, Uppland, professor i visuellt lärande och kommunikation, biokemi och livsvetenskapernas didaktik vid Linköpings universitet.
Tibell har en  kandidatexamen i biokemi från Göteborgs universitet. Hon blev fil. dr 1985 och docent 1998 vid Umeå universitet. Sedan 2010 är hon professor vid Linköpings universitet. 
Lena Tibells forskning är inriktad på molekylära livsprocesser och visualisering. Parallellt forskar hon om de molekylära livsvetenskapernas didaktik. 
Lena Tibell är ledamot i Vetenskapsrådets utbildningsvetenskapliga kommitté . Hon är ordförande och vetenskaplig ledare för den Nationella forskarskolan i naturvetenskapernas, teknikens och matematikens didaktik, FontD .